# スー語族
スー語族は、アメリカ・インディアン諸語の語族の1つである。主に北アメリカ大陸のグレートプレーンズで話されていた、ごく一部は東部で話されていた。
スー語族、イロコイ語族、カド語族を合わせて、マクロ・スー大語族と呼ぶこともある。

## 分類
- カトーバ諸語（英語版）†（東部）
- スー諸語本流（英語版）（西部）
  - クロウ語（英語版）
  - ヒダッサ語（英語版）
  - ウィネベゴ語（英語版）
  - アイオワ語（英語版）
  - オマハ語（英語版）
  - スー語
    - ラコタ語
    - ダコタ語